# Flemming Møldrup
Flemming Møldrup (født 19. juli 1969), er kendt som vært på tv-programmet Vild med bøger på DR K og som livstilsekspert i tv-programmet Kender du typen? på DR1.
Han har studeret til billedjournalist og har gået på forfatterskolen for børnelitteratur.
I 2018 har han udgivet han sin første børnebog Syv guddommelige dage i Albert Svenssons ellers ret så normale liv.
Desuden har Flemming Møldrup medvirket i tv-serien Klovn, hvor han spillede en fiktiv udgave af sig selv i episoden "Kender du typen" fra 2018.

## Privatliv
Han har en datter fra et tidligere forhold.
Tidligere gift med Rikke Rasmussen, der er medstifter og medejer af det danske tøjmærke Moshi Moshi.

En overgang dannede han par med Lotus Turell, der er datter af Dan Turell.

## Filmografi
- Kender du typen?
- Vild med bøger
- Klovn (2018)